# Ética marxista

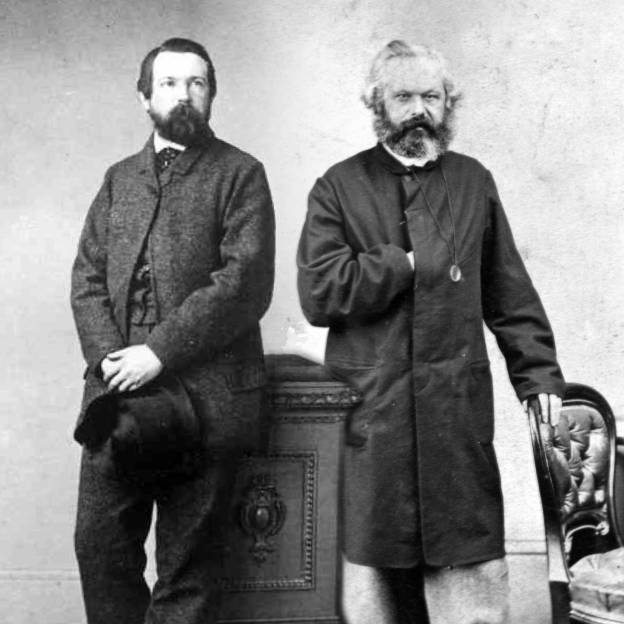
Montaje fotográfico de Friedrich Engels y Karl Marx. Ambos pensadores vieron la ética desde un punto de vista sociológico al sostener que la moral está basada en los intereses económicos de la clase dominante.

La ética marxista es una doctrina de la moral y la ética que se basa en, o se deriva de, la filosofía marxista. Karl Marx no escribió directamente sobre cuestiones éticas y a menudo ha sido retratado por los marxistas posteriores como un filósofo descriptivo en lugar de un moralista. A pesar de esto, muchos teóricos marxistas han tratado de desarrollar sistemas de ética normativa, a menudo contradictorios, basados en los principios del materialismo histórico y dialéctico, y en el análisis de Marx del modo de producción capitalista.

## Reflexiones de Marx y Engels sobre la moral

### Karl Marx
Aunque Karl Marx "simpatizaba profundamente con los sufrimientos de las clases trabajadoras, no fueron consideraciones sentimentales sino el estudio de la historia y la economía política lo que lo llevó a adoptar puntos de vista comunistas". Allen Wood y Richard W. Miller defienden que el marxismo no tiene un sistema ético y Marx no creía que el capitalismo fuera injusto. Marx no discute el capitalismo y el comunismo en términos morales o de justicia. En su análisis las personas son solo "personificación de categorías económicas, como portadores de determinadas relaciones e intereses de clase”. Rechazó el idealismo del socialismo moralista de Wilhelm Weitling y Moses Hess, que "desciende del cielo sobre la tierra" en lugar de la "tierra al cielo".

"Si pregunto al economista [...] me contestará: no operas en contra de mis leyes, pero mira lo que dicen la señora Moral y la señora Religión; mi Moral y mi Religión económica no tienen nada que reprocharte. Pero ¿a quién tengo que creer ahora, a la Economía Política o a la moral? La moral de la Economía Política es el lucro, el trabajo y el ahorro, la sobriedad; pero la Economía Política me promete satisfacer mis necesidades. La Economía Política de la moral es la riqueza con buena conciencia, con virtud, etc. Pero ¿cómo puedo ser virtuoso si no soy? ¿Cómo puedo tener buena conciencia si no tengo conciencia de nada? El hecho de que cada esfera me mida con una medida distinta y opuesta a las demás, con una medida la moral, con otra distinta la Economía Política, se basa en la esencia de la enajenación [...] La relación de la Economía Política con la moral cuando no es arbitraria, ocasional, y por ello trivial y acientífica, cuando no es una apariencia engañosa, cuando se la considera como esencial, no puede ser sino la relación de las leyes económicas con la moral. [...] Por lo demás, también la oposición entre Economía Política y moral es sólo una apariencia y no tal oposición. La Economía Política se limita a expresar a su manera las leyes morales."
Karl Marx (1844) Manuscritos económicos y filosóficos, Tercer Manuscritos: III. Requisitos humanos y división del trabajo bajo el dominio de la propiedad privada.

"El comunismo es completamente incomprensible para nuestro santo Max Stirner, porque los comunistas no oponen el egoísmo al altruismo o el altruismo al egoísmo, ni expresan esta contradicción teóricamente ni en su forma sentimental ni en su forma ideológica altisonante; más bien demuestran su fuente material, con la que desaparece de sí misma. Los comunistas no predican la moralidad en absoluto".
K. Marx & F. Engels (1846) La ideología alemana

En Marx el salto del ser al deber ser se justifica por la comprensión de la tendencia de la historia hacia la desintegración del capitalismo. "Quien comprende esta tendencia se pone a su servicio, asume su tarea histórica, la cual es la madre del deber".

"No dependerá de la conciencia, sino del ser; no del pensamiento, sino de la realidad; dependerá del desarrollo empírico y de las manifestaciones de vida del individuo, determinadas, a su vez, por las condiciones del mundo. Si las circunstancias en las que este individuo vive sólo le consienten desarrollar una de sus cualidades a costa de todas las demás, [si] sólo le brindan material y tiempo para el desarrollo de esta cualidad solamente, el desarrollo de este individuo será necesariamente unilateral y desmedrado. Contra esto no vale ninguna clase de prédicas morales. Y el modo como se desarrolle esta cualidad sola, favorecida con preferencia sobre todas las demás, depende, a su vez, por una parte, del material de formación que se le ofrezca y, por otra, del grado y del modo en que sean reprimidas las otras cualidades."
K. Marx & F. Engels (1846) La ideología alemana

"La razón ha existido siempre, pero no siempre bajo una forma razonable. El crítico puede, por lo tanto, comenzar por cualquier forma de conciencia teórica y práctica y por las formas peculiares de la realidad existente para desarrollar la verdadera realidad como su obligación y fin último. [...] Por esto, el crítico no solo puede, sino que debe, lidiar con estas cuestiones políticas..."
Karl Marx, Carta a Arnold Ruge (en Kreuzenach), Alemania, septiembre de 1843

Aun así varios autores encuentran una discusión implícita de esos conceptos éticos en sus obras, especialmente durante su juventud (véase Crítica de la filosofía del derecho de Hegel). Por ejemplo, Marx expresó en los Manuscritos económicos y filosóficos de 1844 que el comunismo es también un proyecto liberación y superación "positiva" de la humanidad; en El capital lo describe como "una formación social superior cuyo principio fundamental sea el desarrollo pleno y libre de cada individuo"; y en Notas sobre James Mill sostuvo que el trabajo en una sociedad comunista sería una «manifestación libre de la vida» y «un disfrute de la vida». Norman Geras ha argumentado que Marx era un realista moral. Aunque Marx no afirme que la explotación es injusta, la idea de injusticia está “contenida analíticamente en el concepto de explotación”. Gerald A. Cohen sostuvo que Marx no era consciente de su crítica moral al capitalismo. Según Steven Lukes, "Marx habría criticado a la sociedad capitalista desde el punto de vista de otra moral, superadora de la actual".
Rolando Astarita sostiene que la moral es un fenómeno real e histórica presente en del que "no podemos abstraernos en tanto somos seres sociales". Según la concepción materialista de la historia "la respuesta a la pregunta de qué está bien, o mal, no se resuelve en el ámbito del individuo aislado", porque sino caería en un "subjetivismo extremo". La crítica marxista al moral se dirige a este intento de buscar una ley natural o "principio trascendente universal, que anidara en el Yo, pero fuera común a todos". Astarita critica como idealista la posibilidad de establecer pautas morales para una futura sociedad comunista haciendo abstracción de las condiciones reales existentes, siendo la Kampuchea Democrática de los Jemeres Rojos en Camboya un caso extremo de esto. En consecuencia "las leyes morales predominantes pueden y deben ser explicadas histórica y socialmente" y "no se puede 'abolir' la moral, negándola en la crítica del capitalismo".

### Friedrich Engels
Friedrich Engels criticó el capitalismo previamente en Apuntes para una crítica de la economía política basado en el imperativo categórico como el "punto de culminación de la inmoralidad" porque "desacreditada la Historia y en ella la Humanidad como medio". La competencia lleva a la pérdida de la libertad humana y solo con la abolición de la propiedad privada "la Humanidad dignificará su condición".
Posteriormente, Engels rechazó cualquier ética dogmática basada en leyes eternas o inmutables. Según Engels en Ludwig Feuerbach y el fin de la filosofía clásica alemana, «el idealismo filosófico gira en torno a la fe en ideales éticos [...] en la mente del filisteo alemán» y llamó "impotente" al imperativo categórico «porque pide lo imposible, y por tanto no llega a traducirse en nada real». En el Anti-Dühring sostuvo que la moral siempre fue "una moral de clase", una justificación de los intereses de la clase dominante, o bien, en cuanto que la clase oprimida si se hice lo suficientemente fuerte, representa la irritación de esta contra aquel dominio de la primera. Entonces, según Engels en el prefacio Miseria de la filosofía, cuando ciertas condiciones se consideran "injustas" (por ejemplo, la esclavitud) esto no es más que un hecho económico "se halla en contradicción con nuestro sentido moral", pero "esto nada tiene de común con la economía política". Aun así, "esto constituye la prueba de que el hecho en cuestión es algo que ha caducado y de que han surgido otros hechos económicos, en virtud de los cuales el primero es ya intolerable y no puede mantenerse en pie". Luego "lo que no es exacto en el sentido económico formal, puede serlo en el sentido de la historia universal", es decir, "puede ocultarse un contenido realmente económico".
Para Engels la moral es un ejemplo típico de ideología que la burguesía usa para controlar al pueblo; "y el recurso moral primero y más importante con que se podía influenciar a las masas seguía siendo la religión". La moral siempre fue "una moral de clase; o bien justificaba el dominio y los intereses de la clase dominante, o bien, en cuanto que la clase oprimida se hizo lo suficientemente fuerte, representó la irritación de los oprimidos contra aquel dominio y los intereses de dichos oprimidos, orientados al futuro”. Entonces, cuando ciertas condiciones se consideran "injustas" (por ejemplo, la esclavitud) esto no es más que un hecho económico "se halla en contradicción con nuestro sentido moral", pero "esto nada tiene de común con la economía política". Aún así, "esto constituye la prueba de que el hecho en cuestión es algo que ha caducado y de que han surgido otros hechos económicos, en virtud de los cuales el primero es ya intolerable y no puede mantenerse en pie". Luego "lo que no es exacto en el sentido económico formal, puede serlo en el sentido de la historia universal", es decir, "puede ocultarse un contenido realmente económico". La postura ética de Engels es un relativismo cultural moral metaético y un pragmatismo normativo.

"¿Qué moral se nos predica hoy? Hay, por de pronto, la cristiano-feudal [...] Se tiene además la moral moderno-burguesa y, junto a ésta, la moral proletaria del futuro [...] ¿Cuál es la verdadera? Ninguna de ellas, en el sentido de validez absoluta y definitiva; pero sin duda la moral que posee más elementos de duración es aquella que presenta el futuro en la transformación del presente, es decir, la moral proletaria."
F. Engels (1878), "Anti-Dühring", Sección primera, IX. MORAL Y DERECHO. VERDADES ETERNAS

Tratándose de la sociedad de clases, se podría criticar la moral dominante desde el punto de vista de la moral de la clase oprimida. Tal vez en una pequeña vanguardia esclarecida.

## Escuelas de pensamiento

### Marxismo-leninismo
La interpretación oficial soviética de los escritos de Marx sostiene que la moralidad, al igual que otras formas de ideología, es de carácter de clase y se manifiesta en el comportamiento de las personas de diferentes maneras a lo largo de diferentes condiciones históricas de acuerdo con los intereses de las clases o estratos sociales que ocupa una persona.: 47 
Los principales principios metodológicos de la ética marxista-leninista son el materialismo y la dialéctica. La ética marxista-leninista es materialista: los ideales, normas y virtudes que prevalecen en la sociedad se interpretan como un reflejo de las relaciones interpersonales (de valores) realmente existentes, una expresión de intereses y necesidades de grupos y clases sociales. La moral no se reduce a una ideología ética que se ha aislado del mundo y reclama un valor absoluto. La ética marxista describe la moralidad como una propiedad del comportamiento de uno, condicionada por la existencia social e histórica, como aquellos valores morales que unen (o separan) a los individuos vivos.
La ética marxista-leninista es dialéctica: sostiene que, al igual que la moral en su conjunto, cada una de sus manifestaciones, cada norma y virtud, está en perpetuo movimiento, surgiendo, desarrollándose, desapareciendo, pasando de un estado cualitativo a otro. Arrancada del proceso histórico concreto, la moral en general simplemente no existe. Cada tipo de moralidad está condicionada social e históricamente: este es el principio fundamental de la ética marxista. El núcleo objetivo de la moralidad transmite el carácter de relaciones sociales definidas: las relaciones de propiedad de los medios de producción, la interacción de las diversas clases y grupos sociales y las formas de distribución e intercambio. De aquí se deduce que la moral tiene un contenido de clase. Si la naturaleza de los vínculos sociales determina la esencia de la moralidad (y en una sociedad de clases estos vínculos se manifiestan, ante todo, en las relaciones entre las clases), entonces la moral que los refleja tiene un sello de clase.
Cualquier concepción de los derechos humanos, para el marxista-leninista, es vista como construcciones conceptuales otorgadas al individuo por la ideología emergente de la colectividad. Como resultado, el tratamiento de los derechos humanos por parte del Estado soviético era muy diferente de las concepciones prevalecientes en Occidente. Se consideraba que el Estado era la fuente de los derechos humanos, otorgados condicionalmente al individuo, mientras que la ley occidental afirmaba lo contrario. Por lo tanto, el sistema legal soviético consideraba a la ley como un brazo de la política y a los tribunales como agencias del gobierno. Se otorgaron amplios poderes extrajudiciales a las agencias de policía secreta soviéticas y, en la práctica, prácticamente no hubo separación de poderes.

### Trotskismo
En 1938, León Trotski había escrito Su moral y la nuestra, que consistía en polémicas éticas en respuesta a las críticas en torno a sus acciones con respecto a la rebelión de Kronstadt y cuestiones más amplias planteadas en torno a los métodos percibidos como "amorales" de los bolcheviques. Los críticos creían que estos métodos parecían emular la máxima jesuita de que "el fin justifica los medios". Trotski argumentó que el marxismo situaba el fundamento de la moralidad como un producto de la sociedad para servir a los intereses sociales en lugar de las "verdades morales eternas" proclamadas por las religiones institucionales. Por otro lado, consideraba ridículo afirmar que un fin podía justificar cualquier medio criminal y consideraba que esto era una representación distorsionada de la máxima jesuita. En cambio, Trotski creía que los medios y los fines con frecuencia "cambiaban de lugar", como cuando la clase obrera busca la democracia como un instrumento para actualizar el socialismo. También consideraba que la revolución se deducía de las leyes del desarrollo y, sobre todo, de la lucha de clases, pero esto no significaba que todos los medios fueran permisibles.

### Humanismo marxista
Por el contrario, los partidarios del humanismo marxista consideran que el marxismo es una filosofía normativa basada en un sentimiento moral de humanismo secular. Rechazan la interpretación positivista del marxismo como una ciencia social objetiva y, en cambio, lo ven como un producto ideológico del interés de clase en sí mismo con un objetivo motivado de emancipación humana y reconciliación de la alienación. Los humanistas marxistas derivan muchos de los fundamentos filosóficos que utilizan para orientar la relación del sujeto humano con la historia de los Manuscritos económicos y filosóficos de 1844, que no se publicaron hasta 1932, mucho después de la canonización de las obras de Marx por las autoridades soviéticas. Estos textos ofrecen una crítica del capitalismo a partir de sus propiedades alienantes de una concepción estática de la esencia humana. Muchos humanistas también enfatizan la doctrina de Marx de la unidad de la teoría y la práctica, y por lo tanto rechazan el determinismo mecanicista del marxismo soviético, proporcionando un espacio para la agencia humana en el desarrollo de la historia, y viendo la revolución socialista como la "realización de la filosofía". Para los humanistas marxistas, Marx articula un concepto de ser-especie (Gattungswesen), según el cual la naturaleza esencial del hombre es la de un productor libre, que se dedica al trabajo para reproducir sus propias condiciones de vida. En la sociedad capitalista, y en los arreglos económicos anteriores, la libertad del individuo se ve obstaculizada por el trabajo asalariado y las relaciones de producción castradoras que solo pueden superarse mediante la participación en la lucha de clases y, eventualmente, en la revolución. Para los humanistas, la historia es el proceso por el cual el hombre adquiere cada vez más control de las fuerzas naturales ciegas y produce un entorno natural humanizado, exteriorizando así su esencia interior para los demás. En una sociedad sin clases, por lo tanto, la ética pierde su naturaleza relativa de clase y los intereses amplios se unifican entre todos los seres humanos, produciendo así un sistema de ética ideológicamente homogéneo que contribuye a maximizar la prosperidad humana a través del principio de reciprocidad, como es el propósito inmaterial de la liberación material.

### Escuela de Frankfurt
La Escuela de Frankfurt considera la crítica moral marxista como una "crítica inmanente" de la sociedad burguesa. Consiste en "adoptar el valor de la libertad del pensamiento liberal revolucionario burgués para mostrar cómo es traicionado y pisoteado en la sociedad capitalista". Astarita está de acuerdo con esta interpretación:
[L]a moral abstracta se queda atascada en el conflicto de deberes morales proclamados, “no robarás” y “lucharás por alimentar a tu hijo”. La perspectiva dialéctica, en cambio, se hace otra pregunta, más fundamental: ¿qué tipo de sociedad es ésta que lleva a que una madre deba robar para que su hijo no tenga hambre? La crítica marxista apuntará entonces a las relaciones de propiedad que dan lugar a la pobreza y a los conflictos morales que derivan de ella.